# MJ (Marvel-moziuniverzum)
Michelle Jones (hivatalos nevén Michelle, de legtöbbször MJ) kitalált karakter, akit a Marvel-moziuniverzumban Zendaya alakít.

## Háttér

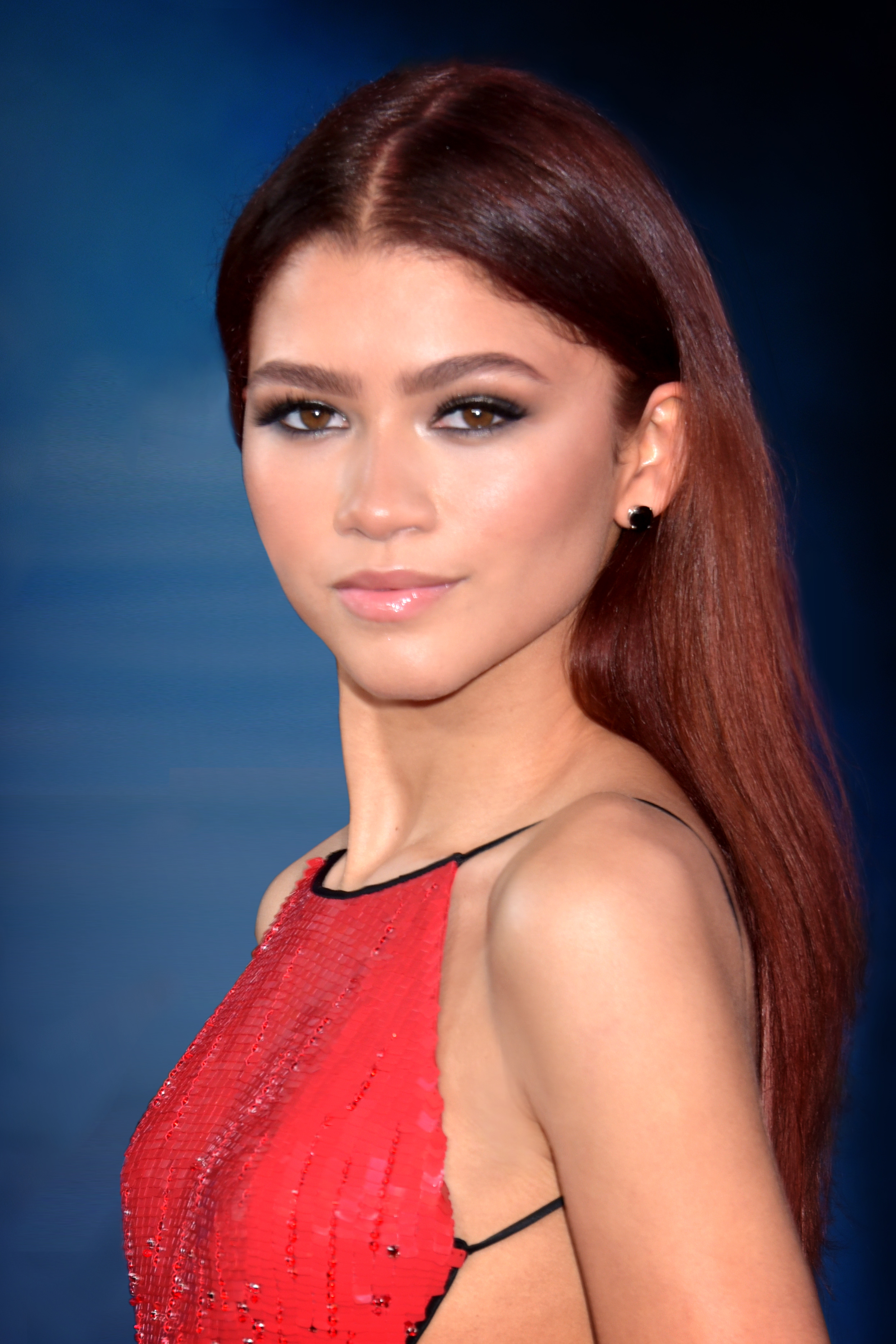
A Pókember: Idegenben premierjén 2019-ben

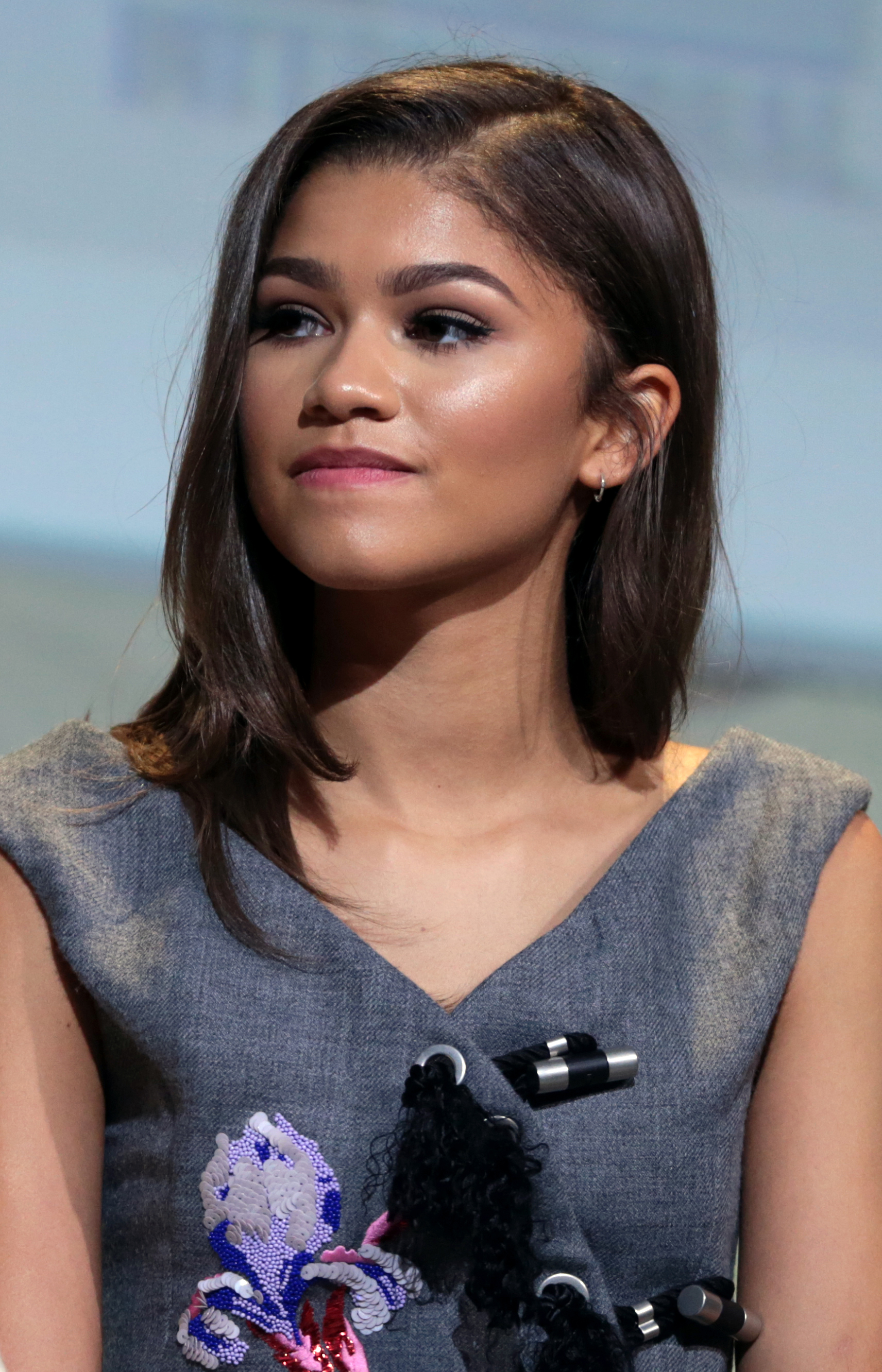
Zendaya alakítja a karaktert az MCU-ban.

A Pókember: Hazatérés társ-forgatókönyvírója, John Francis Daley szerint MJ-t Mary Jane Watson újraalkotásának szánták.
A karakter teljes neve "Michelle Jones", bár ez a név nem hangzott el a képernyőn. A Pókember: Idegenben című filmben a karakter útlevelében csak a Michelle név szerepel.

## Fogadtatás
A karakter pozitív kritikákban részesült. A Pókember: Hazatérésben játszott szerepe miatt Zendayát úgy jellemezték, hogy "ellopja a show-t", annak ellenére, hogy nem szerepel sokat a képernyőn. Az Inverse weboldal kritikusa, Caitlin Busch hálás volt amiatt, hogy nem Mary Jane Watson a karakter.